# Manzanillo Open 2024
Il Manzanillo Open 2024 è stato un torneo maschile di tennis professionistico. È stata la 1ª edizione del torneo, facente parte della categoria Challenger 50 nell'ambito dell'ATP Challenger Tour 2024, con un montepremi di 41 000 $. Si è giocato dal 25 novembre al 1° dicembre 2024 sui campi in cemento di Manzanillo, in Messico.

## Partecipanti

### Teste di serie
| Nazionalità | Giocatore           | Ranking* | Testa di serie |
| ----------- | ------------------- | -------- | -------------- |
| Stati Uniti | Nishesh Basavareddy | 152      | 1              |
| Tunisia     | Aziz Dougaz         | 218      | 2              |
| Venezuela   | Gonçalo Oliveira    | 242      | 3              |
| Belgio      | Michael Geerts      | 295      | 4              |
| Canada      | Liam Draxl          | 296      | 5              |
| Stati Uniti | Aidan Mayo          | 304      | 6              |
| Lussemburgo | Chris Rodesch       | 309      | 7              |
| Stati Uniti | Toby Kodat          | 345      | 8              |

* Ranking al 18 novembre 2024.

### Altri partecipanti
I seguenti giocatori hanno ricevuto una wild card per il tabellone principale:
- Luis Carlos Álvarez Valdés
- Guillermo Delgadillo
- Alan Magadán

I seguenti giocatori sono entrati in tabellone come alternate:
- Felix Corwin
- Alex Hernández
- Strong Kirchheimer

I seguenti giocatori sono passati dalle qualificazioni:
- Karl Poling
- Maxwell McKennon
- Noah Schachter
- Matt Kuhar
- Evan Zhu
- Patrick Brady

I seguenti giocatori sono entrati in tabellone come lucky loser:
- Tanguy Genier
- Alfredo Perez

## Punti e montepremi
| Torneo    | Torneo              | V     | F     | SF    | QF    | 2T  | 1T  | Q | Q2  | Q1  |
| Singolare | Punti               | 50    | 25    | 14    | 8     | 4   | 0   | 3 | 1   | 0   |
| Singolare | Premi in denaro ($) | 5,500 | 3,260 | 1,900 | 1,120 | 660 | 395 | – | 215 | 125 |
| Doppio    | Punti               | 50    | 25    | 14    | 8     | –   | 0   | – | –   | –   |
| Doppio    | Premi in denaro ($) | 2,130 | 1,250 | 745   | 435   | –   | 245 | – | –   | –   |

## Campioni

### Singolare
Mats Rosenkranz ha sconfitto in finale  Gonçalo Oliveira con il punteggio di 6–3, 6–4.

### Doppio
Liam Draxl /  Cleeve Harper hanno sconfitto in finale  Finn Reynolds /  Benjamin Sigouin con il punteggio di 6(4)–7, 7–5, [12–10].